# کولونگزبورن

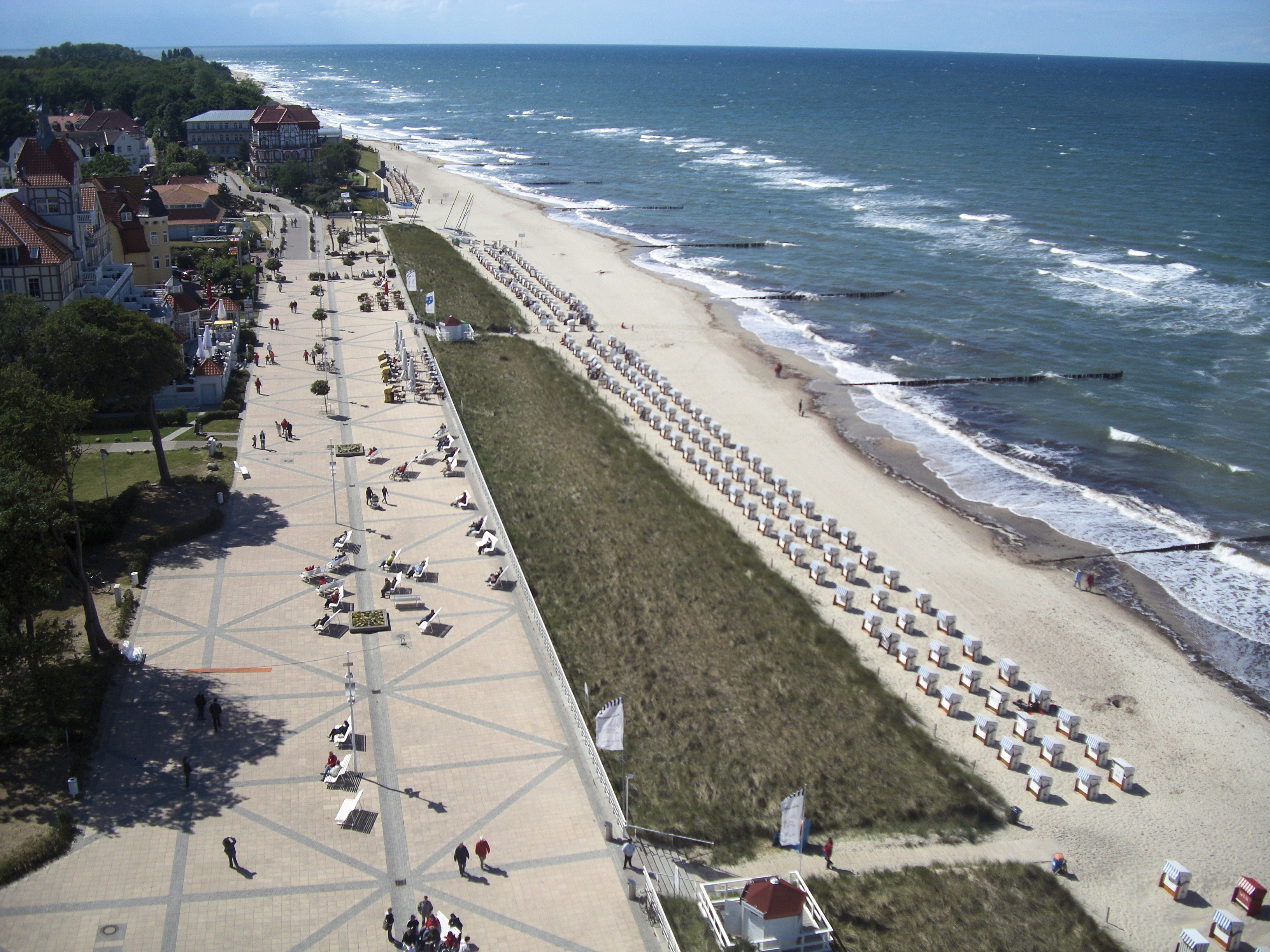
کولونگزبورن

شهر کولونگزبورن (به آلمانی: Kühlungsborn) در ایالت مکلنبورگ-فورپومن در کشور آلمان واقع شده‌است.

## نگارخانه

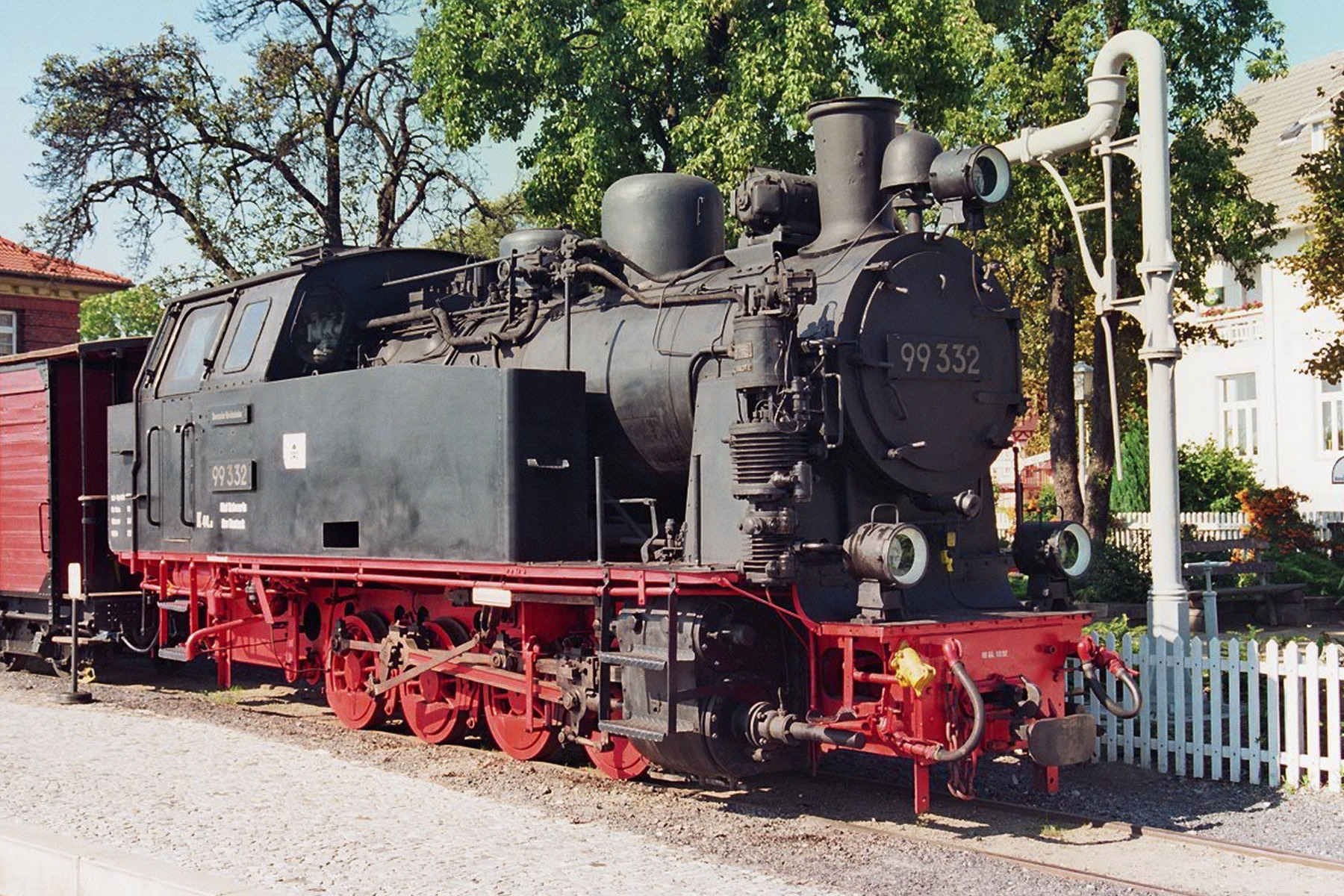